# Тепла (приток Огрже)
Тепла (чеш. Teplá) — река в Чехии, протекающая по территории Карловарского края, правый приток реки Огрже. Длина 65 км, площадь водосборного бассейна 385 км².

## Гидрография и география
Река берёт начало на Тепельской возвышенности в 3 км к северу от Марианске-Лазне на высоте 790 м над уровнем моря. Протекает через одноимённый город и Бечов-над-Теплоу. Впадает справа в реку Огрже в Карловых Варах на высоте 372 м над уровнем моря. Длина реки составляет 65 км.
Площадь водосборного бассейна 385 км². На территории водосборного бассейна расположены 638 водных объектов общей площадью 441,6 га, крупнейшие из которых — водохранилища Становице (109,8 га) и Подгора (76,1 га). Важнейший приток — Ломницкий ручей (длина 28 км). В Брежове, в 4 км к югу от Карловых Вар, расход воды составляет 1,87 м³/с.

## Хозяйственное значение
На Тепле построены две плотины — Бржезова и Подгора. Действует одна ГЭС в Бржезове мощностью 0,29 МВт.